# Birkbrunn
Birkbrunn – męski dom akademicki i ośrodek formacyjny w Wiedniu (Austria).

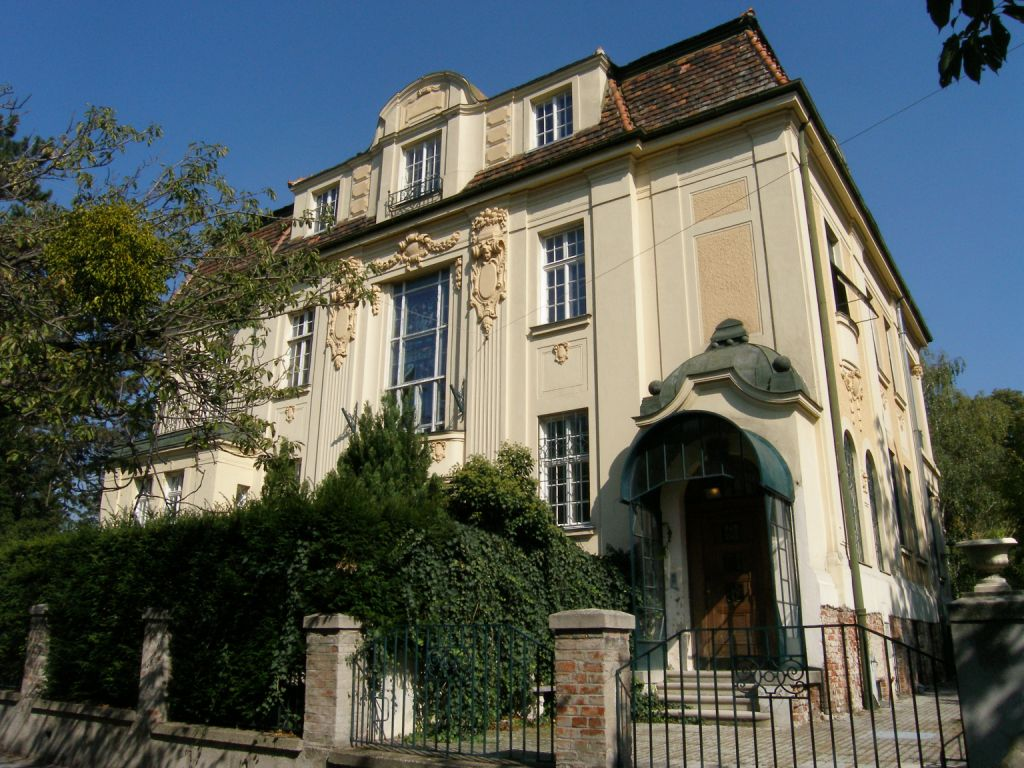
Birkbrunn (widok podczas remontu, 2007)

Birkbrunn znajduje się w secesyjnej willi w dzielnicy Döbling przy Linnéplatz 3, w pobliżu kilku wyższych uczelni. Jest prowadzony przez towarzystwo o takiej samej nazwie, a kierownictwo duchowe sprawuje Opus Dei, prałatura personalna Kościoła Rzymskokatolickiego. Ośrodek powstał w 1964 r., jednym z pierwszych kierowników był Klaus Küng. Służy studentom i absolwentom wyższych uczelni różnych specjalności, narodowości i wyznań. Liczy 16 miejsc mieszkalnych, posiada salon, czytelnię, pokój muzyczny i komputerowy oraz własną kaplicę. Oprócz nauki, ważnym elementem formacji społecznej są wykłady, dyskusje, seminaria robocze i sympozja, jak również działalność charytatywna, kultura i sport. 
W spotkaniach w Birkbrunn bierze czynny udział wiele prominentnych postaci austriackiego życia naukowego, religijnego, kulturalnego, gospodarczego i politycznego, m.in. Viktor Frankl, Hans Hollein, kardynał Franz König, Wolfgang Schüssel, pianista Paul Badura-Skoda, Hans Krankl. 
W latach 2006–2008 odbywa się generalny remont budynku (spotkania "Akademii Birkbrunn" są kontynuowane w lokalu Club Delphin, Mittelgasse 17).